# Cmentarz żydowski w Adamowie
Cmentarz żydowski w Adamowie – został założony w 1925 Jest położony przy drodze do Wojcieszkowa. Obecnie jest całkowicie pozbawiony macew i ogrodzony. Cmentarz ma powierzchnię 0,15 ha.